# 영남일보배
영남일보배 프로최고수전은 한국기원이 주최하고 영남일보가 후원한다.

## 대회 상금
- 우승 2500만원

## 대국 규정
- 대회 참가자는 8명으로 2005년 상위 성적자와 주최사가 지정한 4명의 기사가 토너먼트를 통해 우승자를 가린다.
- 제한시간 20분에 준속기전.

## 역대 우승자
| 회수 | 연도 | 우승   | 전적  | 준우승 |
| ---- | ---- | ------ | ----- | ------ |
| 1    | 2005 | 박영훈 | 2 - 1 | 조한승 |